# Bryana Salaz
Bryana Alicia Salaz (Orlando, Florida, 1997. augusztus 25. –) amerikai popénekes-dalszerző és színésznő. Leginkább az NBC reality TV-énekversenyéről ismert, a The Voice 7. évadában Gwen Stefani csapatának tagjaként a 20. legjobb helyezést érte el.

## Élete
Bryana, Edward Salaz ezredes lánya, és egy katonai családban nőtt fel. Apja munkája miatt születése óta két-három évenként költöztek. Ezalatt az évek alatt négy középiskolába járt. A sok költözés megtanította Bryana-t, hogy könnyen alkalmazkodjon a környezetéhez.
Kezdetben nem érdekelte az éneklés, hanem a foci volt a mindene. Amikor 12 éves volt részt vett egy katonai énekversenyen. A verseny eredményeként felkérték, hogy fellépjen Hawaii több helyszínén, többek között a Don Ho's Island Grillben, a Martin Luther King Jr. rendezvényen a Kapiolani Parkban, majd a D.A.R.E. Program keretében körülbelül 10000-es közönség előtt. Hawaii egyik legjobb énekesnője, Yvonne Iversen, felfedezte a szenvedélyt Bryana hangjában. Több énekversenyen vett részt, és 2010-ben megnyerte az Iolani Tehetségversenyt.Többször meghallgatták a High School Musical 2 szerepeire a Ft. Shafter Richardson Színházban, de túl fiatal kora miatt eltanácsolták. Atlantába költözve Bryana folytatta a színházban való részvételt és több musicalben is énekelt. 2011-ben részt vett az America's Got Talent versenyen és továbbjutott a Las Vegas-i fordulóra.
2020 februárjában egy Twitter bejegyzésben leszbikusnak vallotta magát.

## Karrier

### 2014: The Voice
2014 szeptemberében bejelentették, hogy Bryana a The Voice 7. évadában versenyezne Gwen Stefani tanácsára. Az első epizódban Bryana feldolgozta Ariana Grande "Problem” című dalát. Három mester (Adam Levine, Gwen Stefani és Blake Shelton) megfordult, bár Pharrell Williams elmondta, hogy az egyetlen ok arra, hogy nem fordította meg a székét az volt, mert érezte Bryana jobban talál Gwennel. Bryana végül Gwent választotta, mint mestert. A párbajkörök során Salaz Gianna Salvatóval került szembe, akivel a „Boom Clap”-t énekelték. Ebből a párbajból Bryana jutott tovább. A következő párbajban a „Heart Attack” című dalt énekelte és legyőzte az ellenfelét Sugar Joans-t és továbblépett az  „élő műsorokba”. Ott Bryana az 5 Seconds of Summer „Amnesia” című dalát adta elő. Bár a teljesítményét a négy mester nagyra értékelte, Salaz nem jutott tovább, mivel csapattársát Ryan Sillt választották a döntőbe jutásra. Az ő és Taylor Phelan kiesése volt a legvitatottabb azon az éjszakán, hiszen sokan úgy vélték, hogy mindkettőjüknek a 12-es döntőben lett volna a helye.
| Forduló              | Dal                            | Eredeti előadó             | Dátum                | Helyezés | Eredmény                                     |
| -------------------- | ------------------------------ | -------------------------- | -------------------- | -------- | -------------------------------------------- |
| Vak meghallgatás     | Problem                        | Ariana Grande              | 2014. szeptember 23. | N/A      | Három szavazat, csatlakozott Gwen csapatához |
| Párbajok (Top 48)    | Boom Clap (vs. Gianna Salvato) | Charli XCX                 | 2014. október 21.    | N/A      | továbbjutott                                 |
| Párbajok (Top 32)    | Heart Attack (vs. Sugar Joans) | Demi Lovato                | 2014. november 3.    | N/A      | továbbjutott                                 |
| Élő műsorok (Top 20) | Amnesia                        | 5 Seconds of Summer (5SOS) | 2014. november 11.   | 4        | kiesett                                      |

Nem versenyelőadások
| Forduló          | Dal                                                                                           | Eredeti előadó                          | Dátum              | Helyezés |
| ---------------- | --------------------------------------------------------------------------------------------- | --------------------------------------- | ------------------ | -------- |
| Rájátszás élőben | Riptide (Anita Antoinette-tel, Ricky Manning-gal, Ryan Sill-lel és Taylor John Williams-szel) | Vance Joy                               | 2014. november 12. | 3        |
| Döntők élőben    | Pompeii (a Top 20-szal)                                                                       | Bastille                                | 2014. december 16. | 1        |
| Döntők élőben    | Bang Bang (DaNica Shirey-el, Jean Kelley-vel, Mia Pfirrman-nel és Sugar Joans-szel)           | Jessie J, Ariana Grande and Nicki Minaj | 2014. december 16. | 6        |

### 2015: Sweet Suspense
2015. június 11-én bejelentették, hogy Bryana az X Factor, Sweet Suspense nevű lánycsapat tagjává vált, felváltva benne Celine Polenghit. Azonban már szeptemberben elhagyta a csoportot, hogy TV pályafutását folytassa.

### 2016: Öribarik, SNRG
2016-ban Bryana megerősítette, hogy csatlakozik a Disney Channel-show "Öribarik" című sorozatának 2. évadjához, mint "Daisy hercegnő". Bryana azt is közölte, hogy az egykori Sweet Suspense tagokkal, Celine Celine Polenghivel és Summer Reign-nel, létrehozzák az SNRG nevű együttest, és hogy nagy lemezkiadókkal és filmstúdiókkal tárgyalnak. 2016 májusában megerősítést nyert, hogy már el is hagyta az SNRG-t.

## Filmográfia

### Filmek
| Év   | Magyar cím               | Eredeti cím              | Szerep | Magyar hang |
| ---- | ------------------------ | ------------------------ | ------ | ----------- |
| 2019 | Nap, homok és életmentés | Malibu Rescue: The Movie | Logan  |             |

### Televíziós szerepek
| Év        | Magyar cím                          | Eredeti cím                 | Szerep                           | Megjegyzések                                |
| --------- | ----------------------------------- | --------------------------- | -------------------------------- | ------------------------------------------- |
| 2016      | Öribarik                            | Best Friends Whenever       | Daisy                            | mellékszereplő                              |
| 2016      | Bizaardvark                         | Bizaardvark                 | Becky                            | 1 epizód                                    |
| 2019      | Nap, homok és életmentés: A sorozat | Malibu Rescue               | Logan                            | mellékszereplő                              |
| 2019      | Csillag kontra Gonosz Erők          | Star vs. the Forces of Evil | Pillangó Meteora fiatalon (hang) | 1 epizód                                    |
| 2019      | Az Oroszlán őrség                   | The Lion Guard              | Anga (hang)                      | főszereplő magyar hangja Faluvégi Fanni     |
| 2019–2020 | Kaylie csapata                      | Team Kaylie                 | Kaylie Konrad                    | főszereplő magyar hangja Bogdányi Titanilla |
| 2023      | Freeridge                           | Freeridge                   | Ines                             | főszereplő magyar hangja Györke Laura       |

## Fordítás
- Ez a szócikk részben vagy egészben  a   Bryana Salaz című angol Wikipédia-szócikk fordításán alapul.  Az eredeti cikk szerkesztőit annak laptörténete sorolja fel. Ez a jelzés csupán a megfogalmazás eredetét és a szerzői jogokat jelzi, nem szolgál a cikkben szereplő információk forrásmegjelöléseként.

## További információ
- Bryana Salaz az Internet Movie Database-ben (angolul)
- Bryana Salaz a Rotten Tomatoeson (angolul)